# Дзюдо
Дзюдо, джюдо (яп. 柔道, じゅうどう, ''шлях беззбройної боротьби'') — японське бойове мистецтво і вид спорту, що виникло на основі джіу-джитсу. Основні правила, принципи тренувань і проведення змагань були сформульовані Кано Дзіґоро. Датою народження вважається день створення Кано першої школи дзюдо в 1882. Починаючи з 2011 року, 28 жовтня (день народження засновника дзюдо Дзіґоро Кано) щорічно відзначатиметься як Всесвітній день дзюдо.

## Історія

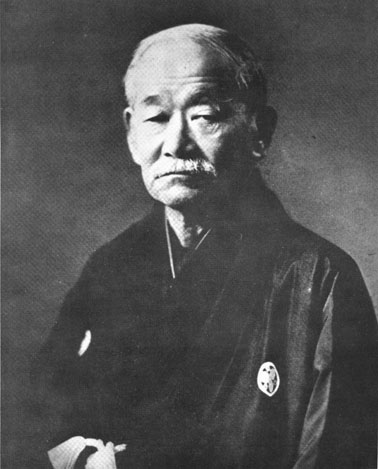
Засновник дзюдо Дзіґоро Кано.

Становлення дзюдо припало на 1880-ті роки, важкий для бойових мистецтв період після реставрації Мейдзі. У той час серед лідерів Японії панувала політика запозичення західної культури і традиційним військовим мистецтвам (будо) було завдано значної шкоди — вони були оголошені «спадщиною дикості і варварства». Старі майстри припиняли вести заняття, деякі навіть вмирали в злиднях.
Рання історія дзюдо невіддільна від історії життя його творця — Дзіґоро Кано, видатного японського громадського діяча і педагога, чия діяльність була відзначена орденом Вранішнього сонця. Дзіґоро Кано з дитинства цікавився джіу-джитсу, в юності вивчав стилі джіу-джитсу шкіл Тендзін Сін'я Рю та Кіто Рю. На їх основі він розробив нову систему боротьби, якій дав назву Кодокан.
Назва "дзюдо" вже використовувалося до того часу в японських бойових мистецтвах як синонім назви джіу-джитсу але Дзіґоро Кано наповнив його новим змістом, оголосивши основою «Шлях» (до) самовдосконалення, а не техніку. Також вибором такої назви Кано хотів підкреслити гуманістичну спрямованість дзюдо, щоб зайвий раз відзначити його відмінність від джіу-джитсу, що розглядалася після реставрації Мейдзі багатьма людьми як заняття грубе, призначене тільки для вбивства, негідне для освіченої людини.
Кано не став включати в список дозволених до застосування на змаганнях з дзюдо ряд найнебезпечніших прийомів з дзюдзюцу, щоб зробити змагання якомога безпечнішими для учасників. При цьому травмонебезпечні прийоми продовжують вивчатися у формі ката.
Перший зал школи дзюдо Кодокан мав площу всього 12 татамі (близько 22 м²), але, завдяки організаторським талантам Дзіґоро Кано, дзюдо досить швидко стало широко відомим. Сприяли цьому і очолене Асоціацією військової чесноти (Дай Ніппон Бутокукай) рух за відродження будо, і змагання з представниками інших шкіл джіу-джитсу, що проходили в період з 1885 року по 1888 під егідою Головного поліцейського управління, в яких брали участь дзюдоїсти.

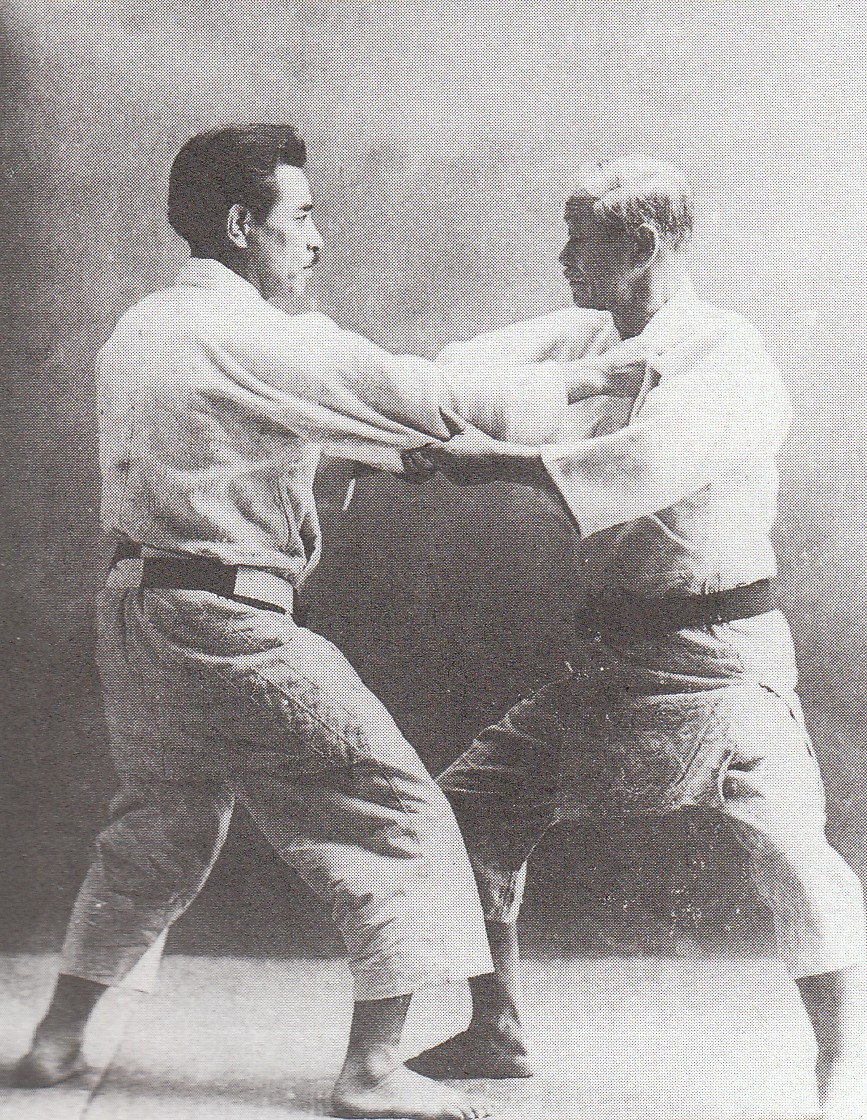
Дзіґоро Кано (праворуч) і його учень, Кюдзо Міфуне (ліворуч).

До 1887 року під керівництвом Кано була сформована технічна база дзюдо, а в 1900 році розроблені правила суддівства змагань.
Подальшим розвитком дзюдо в Японії зобов'язане не в останню чергу включенням його в 1907 році в обов'язкову програму загальноосвітніх середніх шкіл, що істотно збільшило кількість тих, хто займався цим бойовим мистецтвом, і привернуло більшу увагу громадськості.
В 1909 році Дзіґоро Кано, як керівник найвпливовішої японської спортивної організації, був обраний членом Міжнародного олімпійського комітету. В 1911 році Кано заснував Японську спортивну асоціацію і був обраний на посаду її президента. У 1922 році Кано був обраний членом верхньої палати японського парламенту — Палати Перів. У 1926 році у Кодокане була відкрита секція дзю-до для жінок.
До самої своєї смерті у 1938 році Дзіґоро Кано активно розвивав дзюдо в Японії і у світі. Професору Кано не було присвоєно жодного дану, оскільки він був засновником дзюдо, і сам присвоював дани дзюдоїстам.
Сприяв популяризації дзюдо і вихід роману Цунео Томіта «Сугата Сансіро», за яким згодом Акіра Куросава зняв однойменний фільм (відомий також під назвою «Геній дзюдо»).
Після Другої світової війни і капітуляції Японії окупаційна влада заборонила викладання військових мистецтв, що тимчасово зупинило розвиток дзюдо в Японії. Після зняття у 1948 році заборони на вивчення в Японії бойових мистецтв, заняття дзюдо знову були включені в програму загальноосвітніх шкіл.
Сучасний арсенал кидкової техніки дзюдо Ґокьо-но-Вадза склався в процесі 120-літнього історичного розвитку дзюдо. Можна виділити п'ять етапів цього розвитку — 1882-1895 рр., 1895-1920 рр., 1920-1954 рр., 1954-1982 р. П'ятий етап розпочався в 1982 р. і триває понині.
З 1997 року в Японії почали проводитися змагання з ката.

### Розвиток дзюдо за межами Японії
У 1887 році в Кодокані почали займатися дзюдо перші постійні іноземні учні — брати Істлейк. На початку XX століття клуби дзю-до з'явилися у США, Франції, Великій Британії. У 1903 році японський дзюдоїст Йосіакі Ямасіта провів демонстрацію прийомів дзю-до для президента США Теодора Рузвельта і далі протягом двох років викладав дзю-до у Військово-морської академії США.

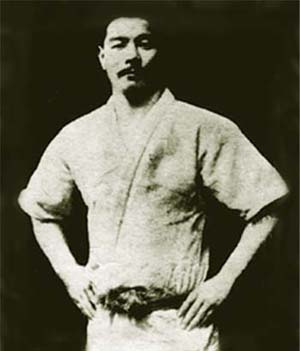
Міцуо Маеда, учень Дзіґоро Кано.

У 1904 році Кано направив у США для розвитку дзю-до своїх учнів Цунедзіро Томіта та Міцуо Маеду. Вони провели ряд показових виступів у Вест-Пойнті та Білому домі. Міцуо Маеда потім осібно вирушив у турне Америкою, беручи участь у змаганнях з борцями різних стилів, і в підсумку оселився в Бразилії, ставши засновником бразильського джіу-джитсу.
1929 року, після відвідин Кодокану Рабіндранатом Тагором, і на його прохання, Кано направив вчителя дзю-до в університет Бомбея, Індія.
У 1929 році у Німеччині відбулися перші європейські міжнародні змагання з дзю-до між дзюдоїстами з англійського клубу «Будоквай» і спортсменами з клубів Франкфурта-на-Майні та Вісбадену. Хоча починалися ці зустрічі як турніри між клубами, до 1932 року вони досягли рівня повномасштабних міжнародних змагань.
У 1932 році Дзіґоро Кано виступив з промовою [Архівовано 28 вересня 2011 у Wayback Machine.] про роль дзю-до в освіті, приуроченій до X Олімпійських ігор, перед студентами Південнокаліфорнійського університету (Лос-Анджелес, США). Під час Олімпійських ігор, 10 серпня 1932 року, Дзіґоро Кано і близько 200 студентів, які вивчали дзю-до, провели показові виступи та демонстрацію прийомів дзю-до.
На початку 1930-их років Гундзі Коїдзумі запропонував групі друзів організувати європейський союз дзю-до, але Друга світова війна завадила створенню організації.
24 липня 1948 року в Лондоні була створена Британська асоціація дзю-до. А вже 26 липня того ж року Велика Британія, Італія, Нідерланди та Швейцарія утворили Європейський союз дзю-до (European Judo Union, EJU). У 1951 році у Європейський союз дзю-до вступили Австрія та Франція.
У 1951 році було створено Міжнародну федерацію дзю-до (IJF).
У 1952 році була організована Федерація любительського дзю-до США (US Amateur Judo Association, AJA). У 1953 році, спільно з Союзом аматорської атлетики (Amateur Athletic Union, AAU), в Сан-Хосе (Каліфорнія) був проведений перший чемпіонат США з дзю-до. У 1955 році AJA змінила свою назву на Федерацію чорних поясів з дзю-до (Judo Black Belt Federation, JBBF), щоб підкреслити свою роль як організації національних асоціацій спортсменів з майстеровими ступенями. Ще через 12 років назва JBBF було змінено на Федерацію дзю-до США (US Judo Federation, USJF [Архівовано 17 липня 2012 у Wayback Machine.]).
У 1952 році в Гавані (Куба) пройшов перший панамериканський чемпіонат з дзю-до.
1956 року в Токіо відбувся перший чемпіонат світу з дзю-до. Він проводився без поділу на вагові категорії. У чемпіонаті брали участь представники 21 країни.
На третьому чемпіонаті світу, що проводився у 1961 році в Парижі, вперше було застосовано поділ спортсменів на вагові категорії. У цьому чемпіонаті голландець Антон Гесінк вперше порушив монополію японських спортсменів, посівши перше місце в абсолютній ваговій категорії.
дзю-до є олімпійським видом спорту. До програми літніх Олімпійських ігор змагання з дзю-до серед чоловіків були вперше включені в Токіо (1964 рік).
У 1969 році з Федерації дзюдо США вийшли низка організацій і організували Асоціацію дзюдо США (USJA). Ця організація в результаті судового розгляду отримала рівні права з Федерацією дзюдо США. До року в США займалися дзюдо вже близько 135 000 спортсменів. Надалі AAU перетворився в організацію United States Judo Incorporated (USJI) [Архівовано 11 липня 2012 у Wayback Machine.], яка стала керівним органом з дзюдо в США, а USJF і USJA стали її рівноправними членами.
1980 року був проведений перший чемпіонат світу серед жінок.
У 1988 році дзюдо було вперше включено до програми Паралімпійських ігор в Сеулі.
На Олімпійських іграх 1988 року вперше були проведені жіночі показові виступи з дзюдо, а через 4 роки змагання з дзюдо серед жінок були включені в офіційну програму літніх Олімпійських ігор 1992 року в Барселоні.
У 2004 році змагання з дзюдо серед жінок були включені в офіційну програму літніх Паралімпійських ігор в Афінах.
З 2005 року Європейський союз дзюдо став проводити змагання з ката. В 2008 року в Парижі Міжнародна федерація дзюдо провела перший чемпіонат світу з ката.

## Підхід до тренувань
У основі дзюдо лежать два основні філософські принципи:
- якнайкраще використання тіла і духу;
- взаємна допомога і розуміння для досягнення більшого прогресу.

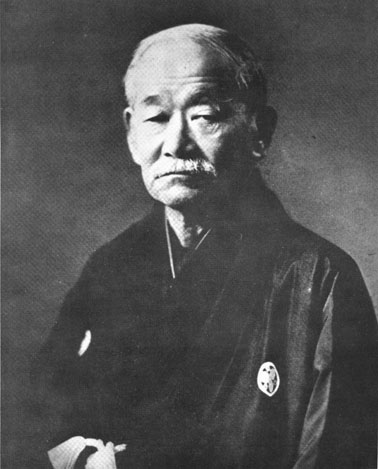
Дзіґоро Кано. 1860-1938.

Три головні елементи в підготовці дзюдо стилю Кодокан складають: ката (яп. 形 ката, букв. «форма», набір формальних вправ, які виконуються в парах), рандорі (яп. 乱取り рандорі, букв. «вільні захвати», боротьба за попередньо заданими правилами з метою навчання певних технічних прийомів), сіай (яп. 试 合 сіаі, «змагання»).

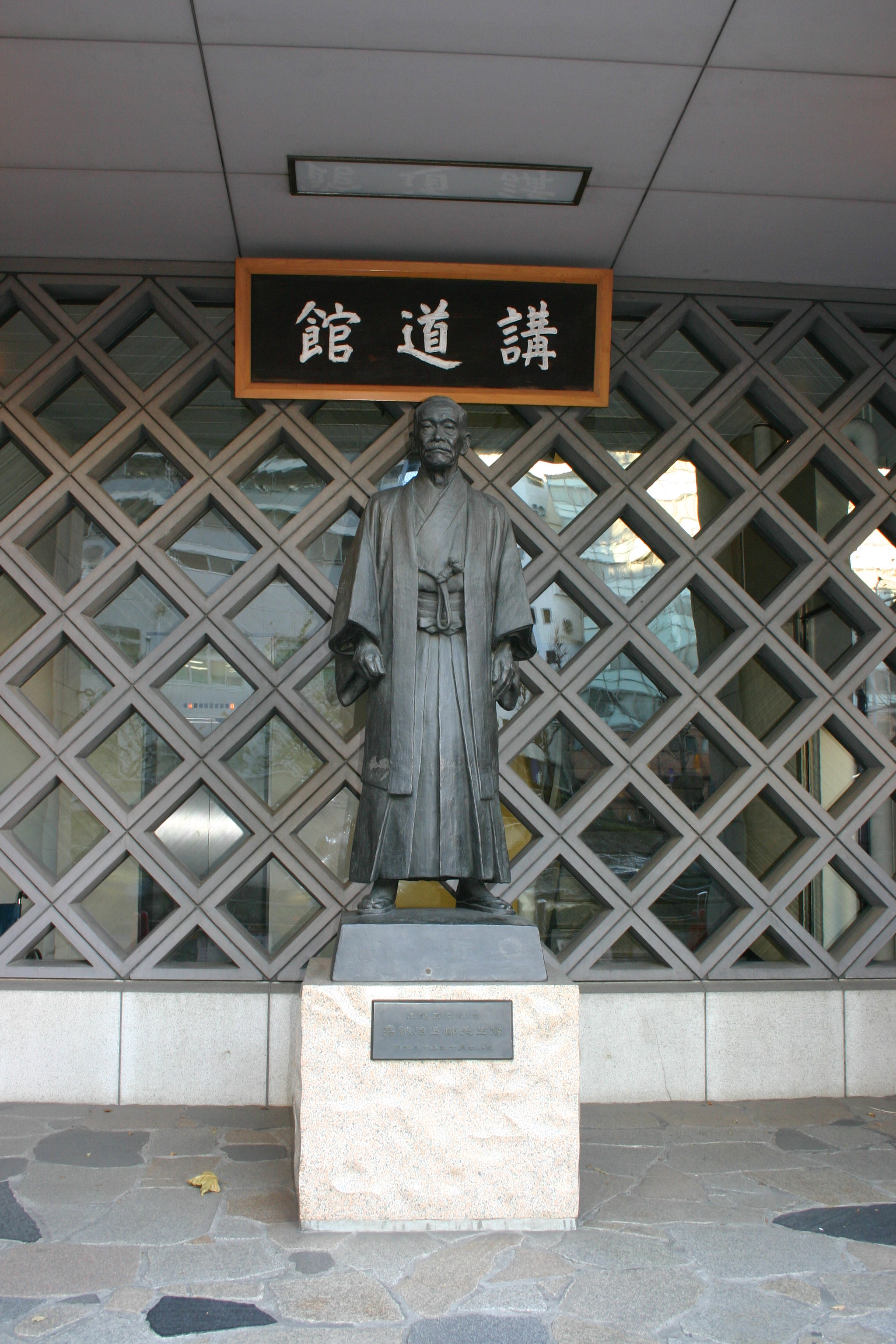
Пам'ятник Дзіґоро Кано перед інститутом Кодокан в Токіо.

## Дзюдо як спорт
Дзюдо є олімпійським видом спорту з Олімпіади 1964, яка проходила в Токіо. З 1988 в програму Олімпійських ігор включено також жіноче дзюдо. На Сеульській олімпіаді жіноче дзюдо було показовим видом, а в офіційну програму увійшло лише через чотири роки. Організацією міжнародних змагань із дзюдо опікується Міжнародна федерація дзюдо (IJF).

### Місце для занять дзюдо
Татамі (яп. 畳) (первісне значення "згорнений і складений ") це мати, що використовують як покриття підлоги в традиційній японській оселі. У Японії площа кімнат традиційно вимірюється в татамі (яп. — 場 дзьо:). Приміщення у якому відбуваються заняття — доджьо (яп. 道場 до: дзьо:, «зал для тренувань»).
Змагання дзюдоїстів проходять на татамі розміром 8 на 8 або 10 на 10 метрів. Нині для дзюдо татамі виготовляється з литого поролону або пресованої поролоновою крихти.

### Форма для занять
Дзюдоїсти займаються і виступають на змаганнях у дзю-догі(«гі» - «одяг»). дзюдогі складається з «увагі» (яп. 上衣 увагі, букв. «куртка»), штани «дзюбон» (яп. ズボン дзюбон, букв. «штани») і поясу «обі» (яп. 帯 оби, букв. «пояс»). Класичне дзюдогі білого кольору, саме в білих дзюдогі відбуваються змагання за правилами Японської федерації дзюдо, але в міжнародних і національних змаганнях, що проводяться за правилами IJF, для сприяння роботи суддів та спостереження глядачами, учасники одягнені в дзюдогі білого і синього кольорів.
На татамі займаються босоніж, але для пересування в залі за межами татамі потрібні зарі - легкі капці.

### Дзюдока (дзюдоїст)
Традиційно, дзюдока (яп. 柔道家 дзю:до:ка, букв. (той хто займається дзюдо) називали майстра з 4-го кю і вище. 
Суфікс -ка ( 家 ) , при додаванні до іменників, означає, що людина має досвід і спеціальні знання з певного питання. У сучасному дзю-до значення титулу дзю-дока, використовують стосовно усіх, хто займається дзю-до.
Учитель дзю-до називається сенсей ( 先生? ). Слово сенсей виходить зі слів сіна (до) і сеї (життя) - тобто той, хто передував вам. Традиційно, ця назва використовувалась для викладачів, які мають 4-й дан і вище. дзюдоїстів рангом нижче 4-го дану називали Кенкю-сеї ( 研究生? , стажер)
На сьогодні термін сенсей стає загальним для звертання до інструктора будь-якого дана.

### Система рангів у дзюдо (Кю— Дан)
1883 року Дзігоро Кано ввів систему рангів Кю-Дан, (учнівські ступені — кю, майстерські — дан)
Спочатку Кано присудив перший дан двом своїм учням Сіро Сайго і Цунедзіро Томіта. Згодом цю систему перейняли й інші бойові мистецтва Японії.
Для здобуття учнівських та майстерських ступенів претенденти здають іспити, які містять тести на знання базової техніки, ката, знання теорії і філософії. Крім того, для складання іспиту на певний ступінь претендент обов'язково повинен виконувати вимоги на всі попередні ступені. Традиційно, дзю-дока (яп. 柔道家 дзю: до: ка, букв. (той хто займається дзю-до) називали майстра з 4-го кю і вище. Інших називали кенкю-сей. Але тепер титул дзю-дока, використовують стосовно усіх, хто тренуються дзюдо. Майстри з 4-го кю і вище мають титул сенсей. 

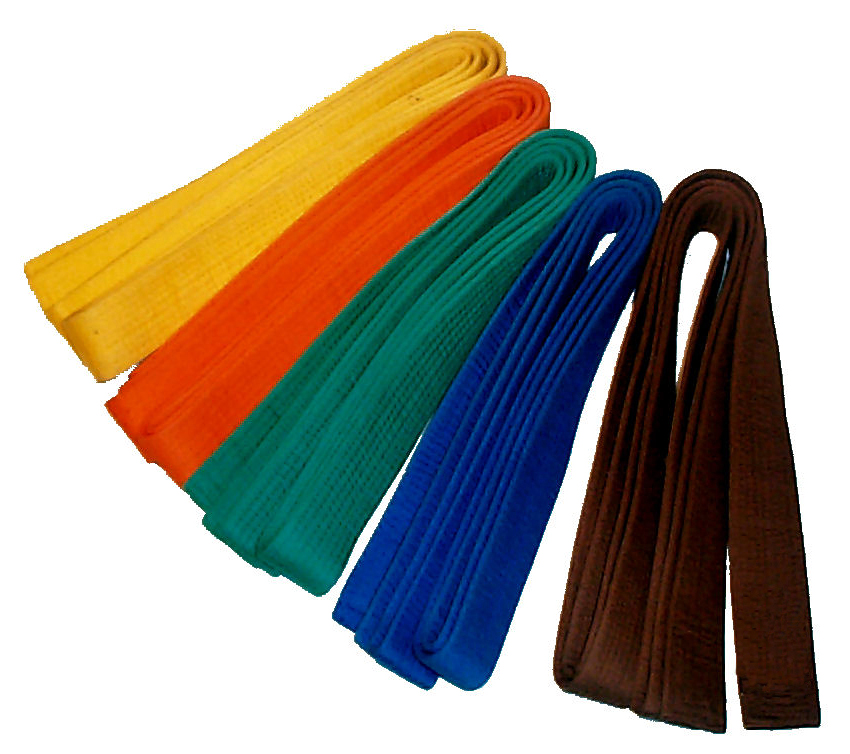
Учнівські пояси дзюдо.

Кольори поясів дозволяють візуально визначити рівень майстерності дзю-дока.
Учнівські ступені:
- 6 кю — білий пояс (рокю)
- 5 кю — жовтий пояс (ґокю)
- 4 кю — помаранчевий пояс (йонкю)
- 3 кю — зелений пояс (санкю)
- 2 кю — синій пояс (нікю)
- 1 кю — коричневий пояс (іккю)

Майстерські ступені:
- 1 дан, шодан — чорний пояс
- 2 дан, нідан — чорний пояс
- 3 дан, сандан — чорний пояс
- 4 дан, йодан — чорний пояс
- 5 дан, ґодан — чорний пояс
- 6 дан, рокудан — білий з червоним
- 7 дан, січідан — білий з червоним
- 8 дан, хачідан — білий з червоним
- 9 дан, кюдан — червоний
- 10 дан, дзюдан — червоний

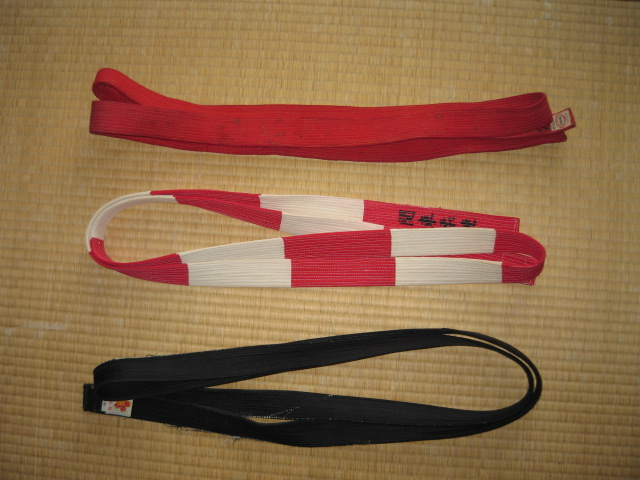
Майстерські пояси дзюдо.

Протягом усієї історії дзю-до, лише шістнадцять майстрів здобували рівня 10-го дану. На сьогодні у світі є чотири таких майстра, серед них єдина жінка. Це американка японського походження Кейко Фукуда, яка почала займатися дзю-до 1935 року, а червоний пояс 10-го дану здобула 2011, у віці — 76 років.

### Традиційні методи тренування
- Тандоку-Ренсю: метод розвитку фізичних якостей, що виконуються поодинці, задля моделювання просторового розміщення власного тіла і уявного партнера.
- Учі-Комі: означає "увійти в контакт". Вправи, що виконуються з партнером, багаторазово повторюючи вхід в прийом без кидка партнера.
- Наге-Комі: Виконання повного кидка. Є логічним продовженням учі-комі. Особлива увага приділяється страхуванню.
- Яку-Соку-Ґейкьо: Виконання, як у наге-комі. Ця вправа робиться в постійному переміщенні, при якому Торі використовує можливості для початку атаки, Уке не блокує ці атаки (є свого роду підготовкою до рандорі). Можлива поперемінна робота партнерів.
- Какарі-Ґейкьо: це свого роду рандорі, з певним завданням. Приклад: Торі має наступальних роль, він атакує постійно. Уке повинен захищати себе, не повністю блокуючи Торі, щоб дати йому можливість працювати. Це можна назвати стандартним захистом.
- Рандорі: перекладається як " вільні захоплення ". Рандорі є гнучкою формою ведення тренувальної сутички, в якій обидва партнери не блокують один одного, а працюють з помірним опором, щоб імітувати умови реальної сутички.
- Сіай: сутичка в умовах змагання.

### Вагові категорії
Станом на 2010 рік у дзю-до є сім вагових категорій:
| Чоловіки | Чоловіки | Чоловіки | Чоловіки | Чоловіки | Чоловіки  | Чоловіки     |
| -------- | -------- | -------- | -------- | -------- | --------- | ------------ |
| До 60 кг | 60–66 кг | 66–73 кг | 73–81 кг | 81–90 кг | 90–100 кг | Понад 100 кг |
| Жінки    |          |          |          |          |           |              |
| До 48 кг | 48–52 кг | 52–57 кг | 57–63 кг | 63–70 кг | 70–78 кг  | Понад 78 кг  |

## Правила змагань з дзю-до

### Зміни в правилах
Правила дзю-до постійно змінюються, здебільшого для забезпечення безпеки спортсменів. Різні правила можуть застосовуватися для різних вікових категорій дзю-дока, в залежності від їхнього досвіду й рівня майстерності. У різних країнах, клубах та на різних змаганнях правила можуть дещо відрізнятися, наприклад, на Олімпіадах, міжнародних змаганнях і національних змаганнях.
Зміни правил змагань Міжнародної федерації дзю-до, що діють з 1 січня 2009 (укр.)
Зміни правил змагань Міжнародної федерації дзю-до, що діють з 1 січня 2010 (укр.)
Зміни правил змагань Міжнародної федерації дзю-до, що діють з лютого 2013 (укр.)
Традиційні правила дзю-до продумані таким чином, щоб забезпечити гідний етикет і запобігти травмам. Деякі сучасні нововведення мотивовані бажанням зробити спорт цікавішим для глядачів.
Сутичка розпочинається та продовжується, в разі тимчасової зупинки, командою рефері: "Хаджіме!" (яп. хазіме́, букв. «Починайте!»)
Тимчасова зупинка сутички відбувається після команди рефері: "Мате!" (яп. мате́, букв. «Чекайте!»)
Закінчення сутички рефері оголошує командою: "Соре маде!" (яп. соре́ маде́, «Час вийшов!»)
Під час змагальної сутички дзю-дока може бути покараний за пасивність або за використання заборонених прийомів. Сутичка може бути припинена, якщо супротивники вийшли за межі татамі. Якщо рефері на татамі та судді повинні щось обговорити впродовж боротьби лежачи, рефері подає команду соно-мама (як є), і обидва дзоюдока повинні зупинитися в тому положенні, в якому перебувають. Завершивши обговорення, суддя подає команду йосі, і сутичка продовжується.
Усі оцінки та покарання присуджуються рефері на татамі. Судді можуть ухвалити рішення змінити оцінку чи покарання.

#### Нарахування очок

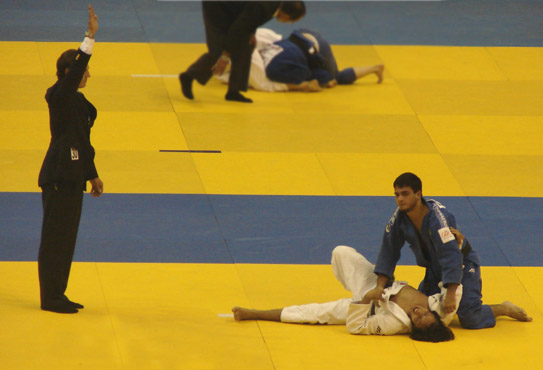
Рефері підіймає руку, щоб сигналізувати перемогу іппон.

Мета сутички в дзю-до — кинути супротивника на татамі на спину; притиснути його до татамі спиною вниз; або змусити його визнати свою поразку внаслідок задушення або больового прийому.
У дзю-до існує три ступені оцінки: іппон (яп. 一本 іппон, букв. «одне повне очко»), ваза-арі (яп. 技あり ваза арі, букв. «половина техніки») та юко (яп. 有効 ю: ко:, букв. «ефективний»).
Іппон приносить чисту перемогу. Присуджується за:
- кидок, при якому супротивник падає на спину, проведений технічно правильно й із силою;
- за утримання супротивника на татамі протягом певного часу (двадцять п'ять секунд);
- коли супротивник визнає поразку, внаслідок проведення больового прийому.

Ваза-арі присуджується при кидку, недостатньому за силою й контролем, щоб його можна було оцінити як іппон, та за утримання понад двадцять секунд. Ваза-арі — половина перемоги. Два ваза-арі дають разом одне очко, необхідне для перемоги. У цьому випадку рефері проголошує:«Ваза-арі-авасете-іппон» (яп. 技あり合わせて一本 ваза арі авасете іппон, букв. "поєдную ваза-арі і присуджую іппон).
Юко — найнижчий ступінь оцінки й враховується тільки при нічиїй. Накопиченням юко неможливо перемогти одне ваза-арі, але ваза-арі та юко перемагають ваза-арі без юко. Юко дають за п'ятнадцятисекундне утримання. Юко можна також отримати за кидок, недостатній за якістю для отримання оцінок ваза-арі або іппон.
Так звані «вмілі повалення» дозволені, але очок не приносять. Раніше вони давали четверту оцінку, що називалася кока, але у 2009 її скасували. Кока була ще слабшою оцінкою, ніж юко. Як і юко, кока використовувалася лише у випадку нічиєї — тоді коли обидва супротивники мали однакову кількість ваза-арі та юко. Одна оцінка юко перемагала будь-яку кількість оцінок кока.
Якщо в кінці сутички результати супротивників однакові — призначається додаткова зустріч «Голден Скор» («Золота оцінка»). Тривалість додаткової зустрічі для юніорів і дорослих становить 3 хвилини або доти, доки один із дзю-дока не проведе технічну дію, що заслуговує на оцінку. Якщо в додатковий час переможець все ще не визначений, його визначає Хантей — більшість при голосуванні суддів: одного судді на татамі та двох кутових суддів.

#### Покарання
Перше покарання шідо — попередження. Воно лише відображається на табло. Друге шідо означає надання оцінки юко для супротивника. Третє шідо — покарання, яке приносить супротивнику ваза-арі. За четверте покарання оголошується хансоку маке — це іппон для супротивника. При хансоку маке сутичка негайно припиняється.
Хансоку маке може бути надане зразу ж, при серйозних порушеннях правил. У цьому випадку дзю-дока, що отримав хансоку маке дискваліфікують на весь турнір.

#### Табло змагань з дзю-до

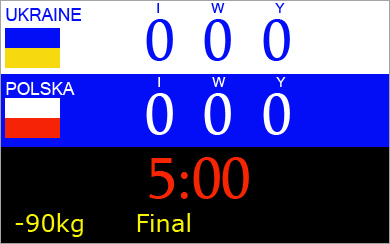
Табло для дзюдо.

Табло в дзю-до показує число іппон, ваза-арі та юко для кожного дзю-дока. Раніше показувалися також оцінки кока.
Зазвичай табло показують також число покарань для кожного із дзю-дока, іноді, також, число разів, коли супротивникам надавалася медична допомога. Кожен із дзю-дока може отримати медичну допомогу двічі за сутичку, не виходячи за межі татамі.
Крім того на табло висвітлюється час сутички та час утримання.

## дзю-до в Україні
Справами дзю-до в Україні опікується Федерація дзю-до України. Українські спортсмени мають непогані успіхи в міжнародних змаганнях. Киянин Сергій Новіков був чемпіоном Монреальської олімпіади. Призерами олімпіад ставали Роман Гонтюк (срібло в Афінах, бронза в Пекіні), Руслан Машуренко (бронзова медаль у Сіднеї). 2009 року Георгій Зантарая у Роттердамі (Нідерланди)  став першим в історії українським чемпіоном світу. На тому ж чемпіонаті світу Марина Прищепа здобула срібну медаль. 2018 року Дар'я Білодід стала наймолодшою чемпіонкою світу серед дорослих, а 2019 року — наймолодшою дворазовою чемпіонкою світу серед дорослих.